# 颛渠阏氏 (呼韩邪单于)
颛渠阏氏（?—?），匈奴呼韩邪单于的阏氏，匈奴左伊秩訾兄呼衍王的长女。
她是呼韩邪单于诸多阏氏中的一位，号颛渠阏氏。颛渠阏氏为呼韩邪单于生下且莫车、囊知牙斯二子。前31年，丈夫呼韩邪病危，想要立且莫车为新君，她以为且莫车年少，百姓未附，劝呼韩邪立其妹大阏氏所生长子雕陶莫皋为单于，被呼韩邪单于采纳。大阏氏是匈奴左伊秩訾兄呼衍王之次女，生雕陶莫皋、且麋胥、咸、乐四子。